# Comtat d'Aiamans

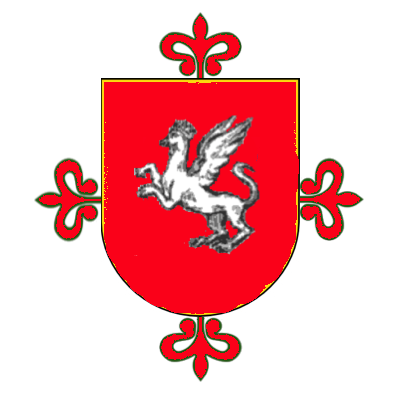
Escut d'armes de la família Togores sobre una Creu de Calatrava.

El Comtat d'Aiamans és un títol nobiliari concedit l'11 de novembre de 1634 pel rei Felip IV a Miquel Lluís Ballester de Togores i Sales sobre les seves cavalleries d'Aiamans, Lloseta i Biniali, en reconeixement de la campanya a Provença durant la Guerra dels Trenta Anys. El títol substituí el de baró de Lloseta que li havia estat concedit poc abans.
Els comtes d'Aiamans tenien la jurisdicció baronial sobre el seu comtat, que no fou abolida fins a 1811. El títol va pertànyer als Ballester de Togores fins a la mort de Miquel Marià Ballester de Togores i Cotoner, al qual succeí Josep de Togores i Sanglada, pertanyent a una branca dels Togores que no descendia dels Ballester. El títol acabà per línia directa amb Marià Gual de Togores el 1933, i així passà successivament als Gual i després als Planas.

## Comtes d'Aiamans
Aquesta és la llista dels comtes d'Aiamans.
|                                                                                        | Titular                                                | Parentiu                                           | Període              |
| Creació per Felip IV                                                                   | Creació per Felip IV                                   | Creació per Felip IV                               | Creació per Felip IV |
| -------------------------------------------------------------------------------------- | ------------------------------------------------------ | -------------------------------------------------- | -------------------- |
| I                                                                                      | Miquel Ballester de Togores i Sales                    |                                                    | 1634-1638            |
| II                                                                                     | Albertí de Togores i Dameto                            | Oncle de l'anterior                                | 1638-1644            |
| III                                                                                    | Jeroni Ballester de Togores i Dameto                   | Germà de l'anterior                                | 1644-1662            |
| IV                                                                                     | Miquel Joan Ballester de Togores i Fuster de Santmartí | Net d'un germà dels anteriors                      | 1662-                |
| V                                                                                      | Jaume Ballester de Togores i Olesa                     | Fill de l'anterior                                 | -1695                |
| VI                                                                                     | Joan Miquel Ballester de Togores i Gual Desmur         | Fill de l'anterior                                 | 1695-1741            |
| VII                                                                                    | Jaume Ballester de Togores i Sales                     | Fill de l'anterior                                 | 1741-1789            |
| VIII                                                                                   | Miquel Marià Ballester de Togores i Cotoner            | Fill de l'anterior                                 | 1789-1795            |
| Litigi pel títol entre Francesc de Villalonga i Desbrull i Josep de Togores i Sanglada |                                                        |                                                    |                      |
| IX                                                                                     | Josep de Togores i Sanglada                            | Besnét del VI comte                                | 1804-1831            |
| X                                                                                      | Pasqual de Togores i Rosselló                          | Fill de l'anterior                                 | 1831-1888            |
| XI                                                                                     | Marià Gual i de Togores                                | Net de l'anterior                                  | 1888-1933            |
| Litigi pel títol entre Ròmul Planas Hevia i Nicolau Vilallonga i Cotoner               |                                                        |                                                    |                      |
| XII                                                                                    | Vicenç Planas i Gual                                   | Besnét de l'anterior, fill de Ròmul Planas i Hevia | 1966-                |